# アルカノールアミン
アルカノールアミン（英：Alkanolamine）は、アルカン骨格にヒドロキシ基とアミノ基を持つ化合物である。アルカノールアミンという用語は、小分類を表すのに用いられることもある幅広い用語である。

## 2-アミノアルコール

単純なアミノアルコールであるエタノールアミンの構造

2-アミノアルコールは、アミノ基とヒドロキシ基を両方含む有機化合物の重要な分類である。アミンとエポキシドの反応でしばしば生成する。これらの化合物には、様々な産業的応用が見出されている。例えば単純なアルカノールアミンは溶媒や合成中間体、高沸点塩基として用いられる。

### 一般的なアミノアルコール
- エタノールアミン
- ヘプタミノール
- イソエタリン
- プロパノールアミン
- スフィンゴシン
- メタノールアミン
- ジメチルエタノールアミン
- N-メチルエタノールアミン

## 交感神経β受容体遮断薬
交感神経β受容体遮断薬には、アルカノールアミン系と呼ばれる小分類がある。以下のようなものがその例である。
- プロプラノロール
- ピンドロール

## 天然化合物
タンパク質やペプチドの多くは、ヒドロキシ基とアミノ基の両方を持っている。セリンとヒドロキシプロリンの2つのアミノ酸は、それ自体がアルカノールアミンである。
- ベラトリジンとベラトリン
- アトロピン等のトロパンアルカロイド
- ホルモン、神経伝達物質であるエピネフリン及びノルエピネフリン

## アミノ酸由来の2-アミノアルコール
原理上、各アミノ酸が水素化されると対応する2-アミノアルコールとなる。これらの誘導体の名前は、以下である。
- エタノールアミン（グリシノール）
- アラニノール
- セリノール
- システイノール
- トレオニノール
- プロリノール
- バリノール
- ロイシノール
- イソロイソノール
- メチオニノール
- フェニルアラニノール
- チロシノール
- トリプトファノール
- アスパラギノール
- アスパルトール
- グルタミノール
- グルタモール
- リシノール
- ヒスチジノール
- アルギニノール
- オルニトール
- カナリノール